# Pikolo
Pikolo (od tal. piccolo - malen) je glazbalo iz grupe drvenih puhačkih instrumenata. Pikolo je zapravo mala flauta. Pikolo je dvostruko manji od obične flaute i najmanje je puhačko glazbalo. Na njemu se izvode najviši tonovi koji se lako prepoznaju u orkestru.